# Redmi 9C
Redmi 9C та Redmi 9C NFC — смартфони початкового рівня, розроблені суббрендом Xiaomi Redmi. Redmi 9C NFC відрізняється присутністю модуля NFC і лише двома модулями основної камери на відміну від Redmi 9C, який отримав потрійний модуль основної камери. Redmi 9C був представлений 30 червня 2020 року разом з Redmi 9A. Redmi 9C NFC був представлений 27 серпня 2020 року.
Також 27 серпня в Індії був представлений Redmi 9 (не плутати з глобальною версією Redmi 9), що є індійською версією Redmi 9C NFC і відрізняється більшою кількістю пам'яті та відсутністю модуля NFC.
6 жовтня 2020 року був представлений POCO C3, що є індійською версією Redmi 9C і відрізняється трішки зміненим дизайном задньої панелі та відсутністю сканера відбитків пальців.
23 вересня 2021 року в Індії був представлений Redmi 9 Activ, що відрізняється від індійського Redmi 9 новими двома кольорами та більшої кількістю ОЗП.
30 вересня 2021 року в Індії був представлений POCO C31, що в загальному відрізняється від POCO C3 кольорами та присутністю сканера відбитків пальців.
В Україні продається лише Redmi 9C NFC. Версія на 2/32 ГБ поступила у продаж 24 вересня 2020 року, а на 3/64 ГБ — 1 жовтня 2020 року.

## Дизайн
Екран виконаний зі скла. Корпус смартфонів виконаний з пластику.
Знизу знаходяться роз'єм microUSB, динамік та мікрофон. Зверху розташований 3.5 мм аудіороз'єм. З лівого боку смартфона знаходиться слот під 2 SIM-картки і карту пам'яті формату microSD до 512 ГБ. З правого боку знаходяться кнопки регулювання гучності та кнопка блокування смартфону. Сканер відбитку пальця знаходиться на задній панелі.
Redmi 9C та Redmi 9C NFC продаються в 3 кольорах: Midnight Gray (чорний), Sunrise Orange (помаранчевий) та Twilight Blue (синій).
В Індії Redmi 9 продається в 3 кольорах: Carbon Black (чорний), Sporty Orange (помаранчевий) та Sky Blue (синій).
В Індії POCO C3 продається в 3 кольорах: Matte Black (чорний), Lime Green (зелений) та Arctic Blue (синій).
В Індії POCO C31 продається в кольорах Shadow Gray (сірий) та Royal Blue (блакитний).
В Індії Redmi 9 Activ продається в 3 кольорах: Carbon Black (чорний), Coral Green (зелено-блакитний) та Matellic Purple (рожево-фіолетовий).

## Технічні характеристики

### Платформа
Смартфони отримали процесор MediaTek Helio G35 та графічний процесор PowerVR GE8320.

### Акумулятор
Акумуляторна батарея отримала об'єм 5000 мА·год.

### Камера
Redmi 9C, POCO C3 та POCO C31 отримали основну потрійну камеру 13 Мп, f/2.2 (ширококутний) з фазовим автофокусом + 2 Мп, f/2.4 (макро) + 2 Мп (сенсор глибини).
Redmi 9C NFC, індійський Redmi 9 та 9 Activ отримали основну подвійну камеру 13 Мп, f/2.2 (ширококутний) з фазовим автофокусом + 2 Мп, f/2.4 (сенсор глибини).
Фронтальна камера в усіх смартфонів отримала роздільність 5 Мп та світлосилу f/2.2 (ширококутний).
Основна та фронтальна камери всіх моделей вміє записувати у роздільній здатності 1080p@30fps.

### Екран
Екран IPS, 6.53", HD+ (1600 × 720) зі співвідношенням сторін 20:9, щільністю пікселів 269 ppi та краплеподібним вирізом під фронтальну камеру.

### Пам'ять
Redmi 9C та Redmi 9C NFC продаються в комплектаціях 2/32 та 3/64 ГБ.
POCO C3 та C31 продаються в комплектаціях 3/32 та 4/64 ГБ.
Redmi 9 продається в комплектаціях 4/64 та 4/128 ГБ.
Redmi 9 Activ продається в комплектаціях 4/64 та 6/128 ГБ.

### Програмне забезпечення
Обидві версії Redmi 9C, індійський Redmi 9 та Redmi 9 Activ були випущені з MIUI 12, POCO C3 та C31 — MIUI 12 для POCO. Обидві оболонки на базі Android 10. Обидві версії Redmi 9C, індійський Redmi 9 та Redmi 9 Activ були оновлені до MIUI 12.5 на базі Android 11, а POCO C31 — до MIUI 12.5 для POCO на базі Android 11.

## Ціна
В Україні станом на 8 вересня 2022 року Redmi 9C NFC продається у комплектації 2/32 ГБ за ціною 4999 грн., а версія 3/64 ГБ — 5599 грн..